# Eve Babitz
Eve Babitz (13. maj 1943 – 17. december 2021) var en amerikansk billedkunstner og forfatter bedst kendt for sine semi-fiktionaliserede erindringer og sit forhold til det kulturelle miljø i Los Angeles.

## Karriere
I 1963 vakte det opmærksomhed da Julian Wassers ikoniske fotografi af en nøgen, 20-årig Babitz, der spiller skak med den 56 år ældre kunstner Marcel Duchamp, blev offentliggjort. Fotografiet blev taget i anledning af Duchamps retrospektive udstilling på Pasadena Art Museum. Showet blev kurateret af Walter Hopps, som Babitz havde en affære med på det tidspunkt. Fotografiet er beskrevet af Smithsonian Archives of American Art som værende "blandt de vigtigste dokumentariske billeder i amerikansk moderne kunst".
Babitz begyndte sin selvstændige karriere som kunstner og arbejdede i musikindustrien for Ahmet Ertegun hos Atlantic Records, og lavede albumcovers. I slutningen af 1960'erne designede hun albumcovers til Linda Ronstadt, The Byrds, og Buffalo Springfield. Hendes mest berømte cover var en collage til albummet Buffalo Springfield Again fra 1967.
Hendes artikler og noveller dukkede op i Rolling Stone, The Village Voice, Vogue, Cosmopolitan, og Esquire. Hun var forfatter til adskillige bøger, herunder Eve's Hollywood, Slow Days, Fast Company, Sex and Rage, Two By Two, L.A. Woman og Black Swans. Overgangen til hendes særlige blanding af fiktion og memoirer, der begynder med Eve's Hollywood, er Babitz' forfatterskab fra denne periode præget af Los Angeles' kulturelle scene i den tid, med talrige referencer til og interaktioner med kunstnere, musikere, forfattere, skuespillere og diverse andre ikoniske figurer, der udgjorde scenen i 1960'erne, 1970'erne og 1980'erne. Romanforfatterne Joseph Heller og Bret Easton Ellis var fans af hendes arbejde, hvor sidstnævnte skrev: "I hver bog, hun skriver, er Babitz' entusiasme for L.A. og byens subkulturer fuldt ud vist."
På trods af hendes litterære produktion, der hyppigt blev sammenlignet med Joan Didion og blev kritikerrost,  fokuserede det meste af pressen om Babitz på hendes forskellige romantiske omgange med berømte mænd.